# 何婉盈
何婉盈（英語：Elaine Ho Yuen Ying，1971年7月14日—），香港女歌手及演員，曾參選1991年度香港小姐競選並進入前五名。現兼任證券投資工作及無綫電視基本合約藝人。

## 背景

### 早年生活
何婉盈早年於香港島跑馬地梅馨街、大坑及大埔等地居住，有一名較她年長4年的胞兄。她就讀瑪利曼小學，1983年小六畢業後入讀瑪利曼中學（中一）和香港培道中學（中二），再轉讀美國國際學校修讀中三至中四年級，在香港學校讀書時以數學科的成績較差。1987年下半年到美國馬薩諸塞州的寄宿中學修讀餘下兩年，即中五至中六課程，完成後在當地升讀大學。

### 入行經過
1991年，何婉盈於美國修讀市場學與工商管理學士課程一個學期後，適逢香港小姐競選進行招募，為了加入娛樂圈決定回港報名參選，並成功入圍。同屆候選者還有蔡少芬、郭藹明、樊亦敏、周嘉玲等。何婉盈於決賽當晚表現突出，特別是問答環節，最終晉身前五名惟未能取得三甲，但也造就了她的星途。

### 演藝歷程
選美比賽完結後，無綫電視立即與何婉盈簽約及重點栽培，相隔大約兩星期便安排她夥拍倪震擔任周六王牌音樂節目《勁歌金曲》固定主持達一年。此外，亦委派她擔任年度大型節目《第十屆新秀歌唱大賽》司儀之一及作歌唱表演，因而被於台下欣賞賽事的香港華納唱片高層黃柏高賞識，並獲邀請簽約成為旗下歌手，不久跟隨曾路得學習唱歌。同年11月，她與歌手李克勤為無綫電視《歡樂今宵》前往蘇聯波羅的海拍攝旅遊特輯，節目間曾播放過一首由何婉盈首次主唱的個人歌曲《期望期待那一次》（亦即後來收錄於同名專輯中的《流不完的淚》）。
1992年，正式初試啼聲推出與曾航生合唱歌曲《再見亦是朋友》，甫推出即得到廣泛熱播流行一時，迅即打入各大歌曲流行榜成為兩台冠軍歌，更入選成為勁歌金曲第一季季選的得獎金曲，何婉盈突然人氣急升並成為矚目樂壇新人，傳媒訪問與報導不斷。此時與她有經理人合約的無綫電視即安排何婉盈參與拍攝電視劇，一年間拍攝的三部作品包括《極度空靈之人鬼情》(與曾航生共演)、《妙探出更》及無綫電視25周年台慶電視電影《群星會》皆擔任女主角，又參與10月翡翠歌星賀台慶的演出。而她的首張個人專輯《Elaine》最後在12月3日正式推出。何婉盈在1992年度樂壇頒獎禮上奪得叱咤樂壇流行榜「叱咤樂壇生力軍女歌手銀獎」和十大勁歌金曲頒獎典禮「最受歡迎新人獎（女歌星）銅獎」，同時成為角逐勁歌金曲「最受歡迎女歌星」七位候選女歌手之一。除了歌唱發展和拍劇，她亦曾擔任多項主持工作，例如長壽電視綜藝節目《歡樂今宵》、華東水災救災義演《忘我大匯演》(外景)，以及多個大型運動會包括：1992年巴塞隆拿奧運會及其後1994年美國世界盃。
1993年初，何婉盈的專輯主打歌《愛上你是我一生的錯》突然在卡拉OK成為大熱作品，於是華納唱片乘勢將此曲重新編曲推出合唱版本（與太極樂隊主音鄧建明合唱），旋即成為卡拉OK流行榜十大作品，此曲至今仍為觀眾所記得。惟因唱片公司宣傳策略及推出日期一直延誤等因素，其首張個人專輯未能達到金唱片銷量（2萬5千張）的門檻，而遲遲未獲安排推出籌備中的第二張個人專輯，及至年底約滿決定離開華納。其後，何婉盈專注拍攝電視劇，在多部劇集中擔任第二女主角或女配角，較為人熟悉的作品有《清宮氣數錄》、《隋唐群英會》等。專注於電視界發展的原因出於她認為自己的聲線不好─屬雞仔聲類型，難以繼續在樂壇上有更好的成就，因此沒有與其他唱片公司簽約。
1995年，何婉盈感覺在娛樂圈的發展停滯不前，大多不能當上幕前的第一女主角。1996年，何婉盈退出娛樂圈重返校園，一圓未完成的大學畢業夢想和兌現對父親的承諾，於香港大學工商管理學院修讀工商管理學士，並於1999年大學畢業。
畢業後投身公關行業，於香港賽馬會先擔任新聞部兼職公關宣傳助理，再獲市場部聘用為全職顧客服務經理，共工作了12年。期間得到客戶邀請擔任活動司儀，亦曾於馬會電視節目《馬上全接觸》擔任嘉賓主持人（客串2集）。2011年轉到證券行擔任投資工作至今。此前於2010年，何婉盈獲邀在黃凱芹「好好的演唱會2010」擔任表演嘉賓獨唱《愛上你是我一生的錯》（編曲為與鄧建明合唱版本），是她離開樂壇多年後首次公開表演。之所以會任表演嘉賓，源於她經常唱卡啦OK，覺得可以有信心向大眾展現她不再像雞仔聲的聲線。
2013年4月12日，何婉盈在吳國敬與鄧建明於九龍灣國際展貿中心舉行的「吳國敬 X Joey Tang Man's Icon Concert2013」音樂會上擔任嘉賓，何婉盈與鄧建明終有機會台上合唱《愛上你是我一生的錯》（合唱版）。。2016年3月21日，成為香港電台電視節目《香港故事-璀璨之後》的主角，分享她當年演藝圈發展及離開後的生活。同年8月27日，接受壹傳媒的《UStar》訪問及在短片中與年青人以busking形式獻唱《再見亦是朋友》。

### 近年發展
2017年6月12日，何婉盈徇眾要求，獲邀參與TVB節目《流行經典50年》，與曾航生相隔12年再次現場獻唱《再見亦是朋友》一曲，及再次公開獻唱《愛上你是我一生的錯》的獨唱原版本（此版本自1993年初後24年來從沒唱過），節目播出後受到網民熱烈讚賞其唱功及演繹進步不少。由於參與《流行經典50年》的緣故，一班80年末、90年代初的歌手組成了「經典同學會」，何婉盈擔任班長。7月15日，她與「經典同學會」一班歌手參與「愛恩光.經典金曲音樂會」慈善演出，並再度與曾航生合作現場獻唱《再見亦是朋友》。8月17日，何婉盈、曾航生參與「2018「圓夢飛翔跨十載」慈善演唱會」演出。
2019年，9月11至12日在灣仔伊利沙伯體育館，夥拍「經典同學會」合共九位歌手舉行一連兩場名為《記得......我們的主打歌演唱會》，是她復出樂壇以來首個重要賣票音樂會。。其後於2020年3月，何婉盈於電台訪問中透露已簽約環星唱片。
2021年1月20日，再度推出錄音室單曲《情感的禁區》，為重新編曲演繹劉德華原唱舊作及政府資助計劃「音樂永續」作品之一。4月，何婉盈再次簽約為無綫電視藝人。9月，推出原創新歌《錯到最後還是對》，是為其1993年名曲《愛上你是我一生的錯》的續集，也是她暌違了18年再次推出全新派台歌曲。

### 個人生活
1992年，何婉盈與曾航生因合唱《再見亦是朋友》傳出緋聞，惟當時二人予以否認，稱只屬美麗的誤會，而有關傳聞亦隨合作結束而消散。2025年，何於訪談中証實當時確與曾航生短暫醞釀戀情，惟因唱片公司發現撲熄而結束。
1993年，與電視演員魏駿傑因拍攝劇集《孤星劍》而拍拖，惟三年後分手。
2001年，與商人傅大全結婚，惜婚姻只維持了一年半；2003年2月，何婉盈承認已正式離婚，因二人生活上不能協調，在和平氣氛下分手。
2007年，何婉盈向傳媒透露，正與中學同學拍拖，但她稱無意再婚。
2014年6月，傳媒報導，何婉盈與資深電影人岑建勳相戀，兩人已拍拖半年，5月份曾同遊法國酒莊及馬場，惟雙方未有承認。
2017年10月，接受明周訪問，透露身兼單親媽媽的她，目前首要專心照顧女兒，暫未有拍拖或再婚打算。
何婉盈曾先後飼養9頭犬隻，近年則學習「動物傳心術」，聲稱可以心靈與動物溝通。2006年曾撰寫關於狗的書籍《真情狗話》。

## 音樂作品

### 個人專輯
| # | 專輯名稱 | 專輯類型 | 發行公司 | 發行日期      | 曲目 |
| - | -------- | -------- | -------- | ------------- | --- |
| 1 | Elaine   | 大碟     | 華納唱片 | 1992年12月3日 | 曲目 1. 愛上你是我一生的錯 2. 仍是會想你 3. 縱使凝望 4. 初戀 5. 週日清晨 6. 任性 7. 溫室女孩 8. 愛的境界 9. 流不完的淚 10. 夜深雨中 11. 暗戀他 |

### 合輯
| # | 專輯名稱                             | 專輯類型   | 發行公司 | 發行日期   | 曲目 |
| - | ------------------------------------ | ---------- | -------- | ---------- | --- |
| 1 | 天碟金曲精選                         | 精選       | 華納唱片 | 1992年3月  | 曲目 1. Crystal（太極） 2. 春風秋雨（葉蒨文） 3. 你的淺笑（呂方） 4. 前塵（林憶蓮） 5. 是緣是債是場夢（劉錫明） 6. 半真半假（仇雲峰） 7. 今生無悔（王傑） 8. 再見亦是朋友（何婉盈/曾航生） 9. 你怎麼捨得我難過（劉錫明） 10. Because I Love You（杜德偉） 11. 絕戀（蔡立兒） 12. 地久天長（呂方） 13. 男兒當自強(Rock Version)（林子祥） 14. 心痛（王傑） 15. 頂天立地（太極） |
| 2 | 華納群星難忘您許冠傑                 | 翻唱大碟   | 華納唱片 | 1992年5月  | 曲目 1. 學生哥（林子祥） 2. 半斤八兩（BEYOND） 3. 印象（杜德偉） 4. 夜半輕私語（呂方） 5. 天才白癡夢（陳百強） 6. 梨渦淺笑（何婉盈） 7. 世事如棋（劉錫明） 8. 難忘您（林憶蓮） 9. 這一曲送給你（鍾鎮濤） 10. 雙星情歌（葉蒨文） 11. 滄海一聲笑（黃霑） 12. 等玉人（太極樂隊） 13. 知音夢裡尋（蔡立兒） 14. 鐵塔凌雲（曾航生） 15. 沉默是金（雷有暉、雷有曜） |
| 3 | 華納15週年金鑽群星演唱會             | 現場錄音   | 華納唱片 | 1992年10月 | 曲目 DISC 1 1. 真我的風采（劉德華） 2. 情人知己（葉蒨文） 3. 選擇（葉蒨文/林子祥） 4. 92飛哥跌落坑渠（群星） 5. 拯救地球（杜德偉） 6. 不可一世（Beyond） 7. 海角天涯（劉錫明） 8. ENGLISH SONG MEDLEY（太極/鍾鎮濤/杜德偉/BEYOND） 9. 封鎖我一生/誰明浪子心（王傑） 10. A SHOULDER TO CRY ON（TOMMY PAGE） 11. 群星日記（群星） 12. 每一個晚上（林子祥/劉德華） DISC 2: 1. WITHOUT YOU（AIR SUPPLY） 2. ALL OUT OF LOVE（AIR SUPPLY） 3. 當你靠著我（鍾鎮濤） 4. 彎彎的月亮（呂方） 5. 每一句說話（太極） 6. 大丈夫/真的漢子/男兒當自強（鍾鎮濤/林子祥/太極） 7. 愛上你是我一生的錯/離開我/獨身女郎（何婉盈/曾航生/蔡立兒） 8. 再見亦是朋友（曾航生/何婉盈/蔡立兒） 9. I LOVE YOU（張衛健） 10. 真真假假/不是每個戀曲都有美好回憶（張衛健/林志穎） 11. 給我一個心愛的（林志穎） 12. 友愛長存（林子祥） |
| 4 | 天碟金曲精選三                       | 精選       | 華納唱片 | 1993年1月  | 曲目 1. 選擇（林子祥/葉蒨文） 2. 請你跟我走(激情版)（呂方） 3. 每一句說話(Autumn Version)（太極） 4. 愛上你是我一生的錯（何婉盈） 5. 當你靠著我（鍾鎮濤） 6. 不可吩咐（杜德偉） 7. 海角天涯（劉錫明） 8. I LOVE YOU（張衛健） 9. 情人知己（葉蒨文） 10. 愛是無罪（曾航生） 11. 微笑的秋（張佩德/吳家輝） 12. 說謊的愛人（王傑） 13. 遙望（BEYOND） 14. 親愛的你（陳百強） 15. NIGHT ＆ DAY（蔡立兒） |
| 5 | 華納群星賀歲金曲－喜上加喜           | 翻唱大碟   | 華納唱片 | 1993年2月  | 曲目 1. 財神到（林子祥） 2. 祝福你（華納群星） 3. 新春頌獻（曾航生 何婉盈） 4. 迎春花（劉錫明 蔡立兒） 5. 祝新歲（張衛健、呂方） 6. 歡樂年年（葉蒨文 杜德偉） 7. 恭喜你（太極樂隊） 8. 恭喜恭喜（鍾鎮濤、林志穎） |
| 6 | 天碟金曲精選四                       | 新曲＋精選 | 華納唱片 | 1993年4月  | 曲目 1. 愛上你是我一生的錯（何婉盈/鄧健明） 2. 我只怨自己（黎姿） 3. Moshi Moshi Moshi（劉錫明） 4. 長路漫漫伴你闖（林子祥） 5. 一輩子溫柔（葉蒨文） 6. 盼望（王傑） 7. 週日清晨（何婉盈） 8. 天老情未老（呂方） 9. 莎莎的雨（呂方/倫永亮） 10. 新禪院鐘聲（張衛健） 11. 永遠愛你（太極） 12. 仍是如此真心（鍾鎮濤） 13. 友愛長存（林子祥） 14. 一生不可自決（陳百強） 15. 難忘你（林憶蓮） |
| 7 | 天碟六合唱金曲精選                   | 新曲＋精選 | 華納唱片 | 1993年8月  | 曲目 1. 愛偏要別離（葉蒨文/林子祥） 2. 癡情(一串癡情一串淚)（張衛健/黎姿） 3. 原來愛過以後（周潤發/葉蒨文） 4. Crystal（太極） 5. 選擇（黎瑞蓮/曾航生） 6. 沙沙的雨（呂方/倫永亮） 7. 信自己（杜德偉/葉蒨文） 8. 亂世桃花（葉蒨文/林子祥） 9. 愛上你是我一生的錯（何婉盈/鄧健明） 10. 車站（夏韶聲/蘇芮） 11. 溫柔的你（王傑/林憶蓮） 12. 再見亦是朋友（何婉盈/曾航生） 13. 愛到分離仍是愛（葉蒨文/林子祥） 14. 此情只待成追憶（林憶蓮/倫永亮） 15. 曾在你懷抱（陳百強/林姍姍） 16. 乾一杯（葉蒨文/林子祥） |
| 8 | 華納群星賀歲金曲－喜上加喜＋天天報喜 | 翻唱大碟   | 華納唱片 | 1994年2月  | 曲目 Disc 1： 喜上加喜 1. 財神到（林子祥） 2. 祝福你（華納群星） 3. 新春頌獻（曾航生/何婉盈） 4. 迎春花（劉錫明/蔡立兒） 5. 祝新歲（張衛健/呂方） 6. 歡樂年年（葉蒨文/杜德偉） 7. 恭喜你（太極樂隊） 8. 恭喜恭喜（鍾鎮濤/林志穎） Disc 2： 天天報喜 1. 天天報喜（吳奇隆） 2. 春風報喜（馬浚偉/黎姿） |
| 7 | 音樂傳盛                             | 翻唱大碟   | 環星音樂 | 2021年3月  | 曲目 1. 心淡（黃翊） 2. 情感的禁區（何婉盈） |

### 單曲
- 1992年：《再見亦是朋友》（曾航生合唱）（收錄於曾航生《想念你》大碟）
- 1992年：《梨渦淺笑》（收錄於《華納群星難忘您許冠傑》大碟）
- 1992年：《莫等待》（收錄於《華納群星難忘您許冠傑金曲Karaoke 26首》鐳射影碟）
- 1993年：《祝福你》（華納群星合唱）（收錄於《華納群星賀歲金曲－喜上加喜》大碟）
- 1993年：《新春頌獻》（曾航生合唱）（收錄於《華納群星賀歲金曲－喜上加喜》大碟）
- 1993年：《愛上你是我一生的錯》（鄧建明合唱）（收錄於《天碟金曲精選四》合輯）
- 2021年：《情感的禁區》（音樂永續計劃作品）（收錄於環星音樂《音樂傳盛》合輯）
- 2021年：《錯到最後還是對》（數碼發行）

### 未出版歌曲
- 1993年：《愛的境界》（曾航生合唱）（TVB電視劇《極度空靈之人鬼情》插曲）
- 1993年：《曾經》（TVB電視劇《孤星劍》插曲）
- 2019年：《無言以對》（李健達合唱）

### 派台歌曲成績
| 派台歌曲成績（四台）       | 派台歌曲成績（四台）         | 派台歌曲成績（四台） | 派台歌曲成績（四台） | 派台歌曲成績（四台） | 派台歌曲成績（四台） | 派台歌曲成績（四台）                                          | 派台歌曲成績（四台）                                          |      |
| -------------------------- | ---------------------------- | -------------------- | -------------------- | -------------------- | -------------------- | ------------------------------------------------------------- | ------------------------------------------------------------- | ---- |
| 唱片                       | 歌曲                         | 903                  | RTHK                 | 997                  | TVB                  | 備註                                                          | 備註                                                          |      |
| 1992年                     |                              |                      |                      |                      |                      |                                                               |                                                               |      |
| 想念你                     | 再見亦是朋友                 | 5                    | 1                    |                      | 1                    | 兩台冠軍歌 與曾航生合唱 TVB勁歌推介 OT：李翊君、李富興 ~ 萍聚 | 兩台冠軍歌 與曾航生合唱 TVB勁歌推介 OT：李翊君、李富興 ~ 萍聚 |      |
| Elaine                     | 任性                         | -                    | -                    |                      | -                    |                                                               |                                                               |      |
| Elaine                     | 愛上你是我一生的錯           | -                    | -                    |                      | -                    | OT：曾慶瑜 ~ 愛上你是我一生的錯                               | OT：曾慶瑜 ~ 愛上你是我一生的錯                               |      |
| Elaine                     | 週日清晨                     | 18                   | 12                   |                      | -                    |                                                               |                                                               |      |
| 1993年                     |                              |                      |                      |                      |                      |                                                               |                                                               |      |
| 華納群星賀歲金曲－喜上加喜 | 祝福你                       | 4                    | -                    |                      | -                    | 華納群星合唱                                                  | 華納群星合唱                                                  |      |
| 天碟金曲精選四             | 愛上你是我一生的錯（合唱版） | 28                   | -                    |                      | -                    | 與鄧建明合唱                                                  | 與鄧建明合唱                                                  |      |
| 派台歌曲成績（五台）       |                              |                      |                      |                      |                      |                                                               |                                                               |      |
| 唱片                       | 歌曲                         | 903                  | RTHK                 | 997                  | TVB                  | ViuTV                                                         | 備註                                                          | 備註 |
| 2021年                     |                              |                      |                      |                      |                      |                                                               |                                                               |      |
|                            | 錯到最後還是對               | -                    | -                    | -                    | -                    | ×                                                             |                                                               |      |

| 各台冠軍歌總數 | 各台冠軍歌總數 | 各台冠軍歌總數 | 各台冠軍歌總數 | 各台冠軍歌總數 | 各台冠軍歌總數    | 各台冠軍歌總數    | 各台冠軍歌總數 |
| -------------- | -------------- | -------------- | -------------- | -------------- | ----------------- | ----------------- | -------------- |
| 四台a          | 903            | RTHK           | 997            | TVB            | 備註              | 備註              | 備註           |
| 四台a          | 0              | 1              | 0              | 1              | 四台冠軍歌總數：0 | 四台冠軍歌總數：0 |                |
| 五台b          | 903            | RTHK           | 997            | TVB            | ViuTV             | 備註              |                |
| 五台b          | 0              | 0              | 0              | 0              | 0                 | 五台冠軍歌總數：0 |                |

- （*）上榜中
- （-）未能上榜
- （×）沒有派往該台
- ^  注解a：包括2021年後的冠軍歌曲
- ^  注解b：2021年起

## 演出作品

### 電視節目（演出/嘉賓）
- 1992年 無綫電視《翡翠歌星賀台慶》
- 1993年 無綫電視《樂壇笑爆鏡》(第3集)
- 1995年 無綫電視《人生交叉點: 你還愛我嗎?》（郭晉安共演）
- 2002年 無綫電視《2002年度十大勁歌金曲頒獎典禮》（頒獎嘉賓：新星試打金曲獎）
- 2005年 無綫電視《金曲迴響香港情》
- 2008年 亞洲電視《選美風雲50年》
- 2014年 亞洲電視《星動亞洲》
- 2016年 香港電台《香港故事-璀璨之後》
- 2017年 無綫電視《流行經典50年》
- 2022年 無綫電視《思家大戰》（第17集，首次亮相無線電視遊戲節目）

### 電視劇
- 1992年《摩登小男人》EP8 飾 何婉盈（曾航生共演）
- 1993年《極度空靈之人鬼情》飾 白綺華（第一女主角）
- 1993年《妙探出更》 飾 雷祖兒（第二女主角）
- 1993年《開心華之里》（單元女主角）
- 1993年《鎮金女人週記之與狼共事》飾 慧慧（單元女主角）
- 1994年《孤星劍》 飾 樂芝蘭（第一女主角）
- 1994年《清宮氣數錄》 飾 朱愛蓮（第二女主角）
- 1994年《異度凶情》 飾 張秀儀（女配角）
- 1994年《新父子時代》 飾 郭可儀（第二女主角）
- 1994年《獨臂刀客》 飾 風飛蝶（女配角）
- 1995年《刑事偵緝檔案II》 飾 倪美君（客串演出）
- 1996年《隋唐群英會》 飾 李菁兒（第二女主角）
- 1996年《武當張三豐》 飾 葉次虹（第二女主角）
- 2023年 《廉政狙擊》 飾 李秀嘉（客串演出）

### 電視電影
- 1992年 《群星會》 飾 侯盈盈 (第一女主角)（無綫電視）

### MV
- 1991年：譚詠麟《Elaine》

### 演唱會
- 1992年《華納15周年金鑽群星演唱會》
- 2010年《黃凱芹好好的演唱會2010》（演出嘉賓）
- 2013年《吳國敬 X Joey Tang Man's Icon Concert2013》（演出嘉賓）
- 2017年《梵天娛樂慈善演唱會2017》
- 2018年《愛恩光.經典金曲音樂會》
- 2018年《2018圓夢飛翔跨十載慈善演唱會》
- 2019年《記得... 我們的主打歌》演唱會

### 電台
- 2018年 香港電台《守下留情》（嘉賓）
- 2019年 面包台《德到回憶 勛享音樂》（網台嘉賓）

### 舞台劇
- 2022年8月12-13日：春天實驗劇團音樂劇《再見亦是朋友》--與李思捷、曾航生共同主演（屯門大會堂演奏廳）

### 主持
- 1991年《第10屆新秀歌唱大賽》
- 1991年《忘我大匯演》
- 1991年《舞台巨星許冠傑 靚歌迴響曲中情》
- 1991-1992年《勁歌金曲》
- 1992年《歡樂今宵》
- 1992年《巴塞隆拿奥運-午間直播室》
- 1992年《好玩11點》
- 1994年《美國世界盃》
- 1995年《大江南北》
- 2007年、2012年《馬上全接觸》

## 著作
- 2006年：《真情狗話》 明窗出版社，2006年 ISBN 9789628918294 ISBN 962-891-929-X [22]

## 獎項
| 年份   | 獎項                                                     | 備註                                                                    |
| 1992年 | 無線電視勁歌金曲第一季季選得獎金曲《再見亦是朋友》       | 與曾航生一同獲獎                                                        |
| 1992年 | 商業電台叱咤樂壇流行榜頒獎典禮－叱咤樂壇新力軍女歌手銀獎 | 上榜歌曲：再見亦是朋友、愛上你是我一生的錯、週日清晨 演繹歌曲：週日清晨 |
| 1992年 | 無綫電視十大勁歌金曲頒獎典禮－最受歡迎新人獎(女歌星)銅獎 | 演繹歌曲：愛上你是我一生的錯                                            |
| 1992年 | 新城電台「勁爆新晉靚人大獎」                             |                                                                         |
| 2021年 | AEG音樂頒獎典禮2021鑽石重唱歌曲《情感的禁區》            |                                                                         |

## 外部連結
- 何婉盈的Facebook專頁
- 何婉盈的Instagram帳戶
- 何婉盈的新浪微博